# Тревано, Джованни Баттиста
Джованни Баттиста Тревано (итал. Giovanni Battista Trevano; ? — 1642) — польский архитектор эпохи раннего барокко, который происходил из итальянской Швейцарии. Архитектор польского короля Сигизмунда III.

## Жизнеописание

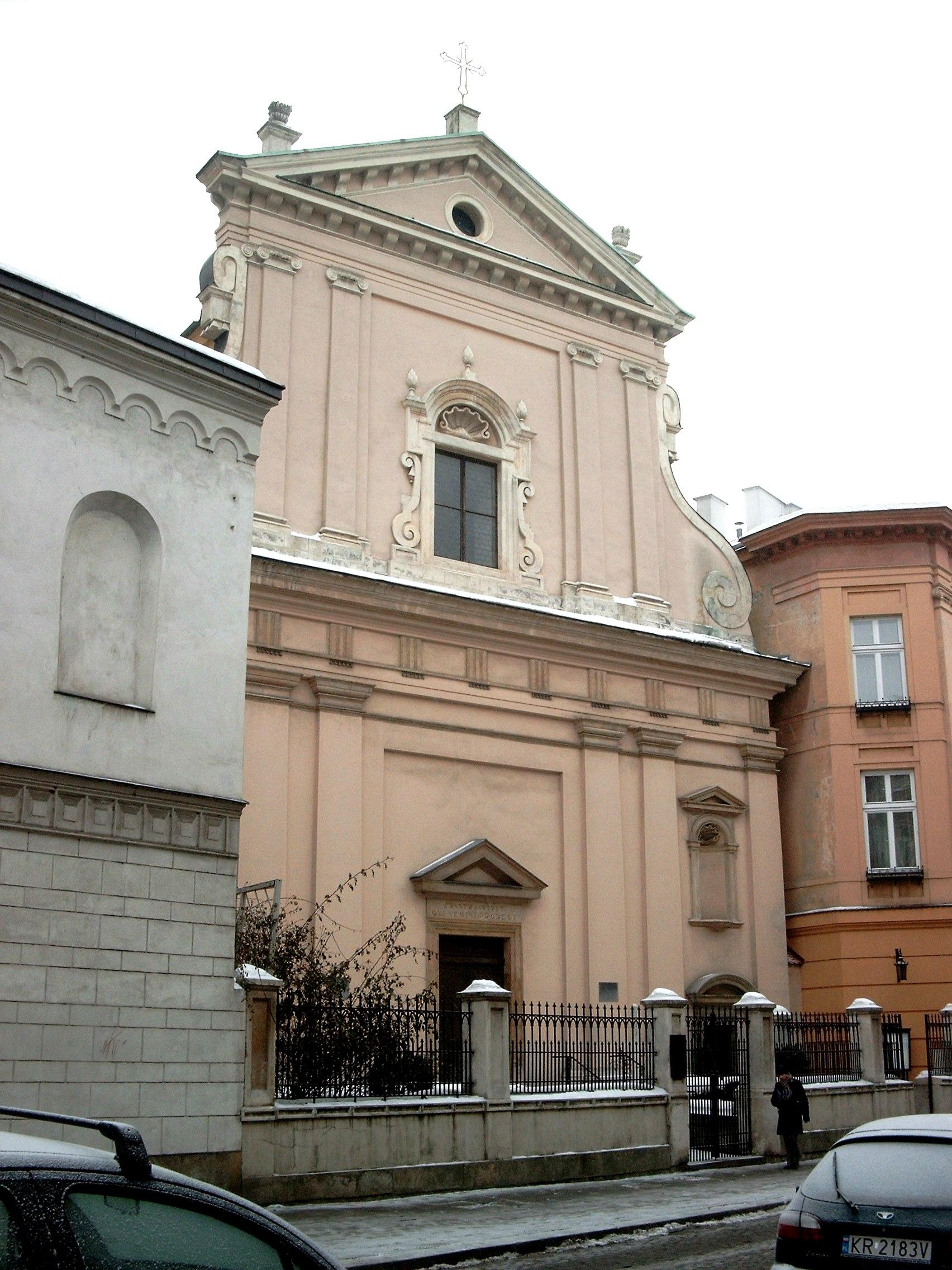
Костёл св. Марцина, 1638—1644, Краков

Происходил из Тессинского кантона, Итальянская Швейцария, Лугано. Примерно с 1595 года работал в Кракове, Речь Посполитая. В замке Вавель перестроил Королевскую (Сенаторскую) лестницу, 1595 год.
Был задействован на строительстве первого барочного костёла в Кракове — Апостолов Петра и Павла для иезуитов. К созданию первоначального проекта имел отношение Джованни де Росси (Giovanni de Rossi), а строительство вели архитекторы Джузеппе Брицио (успел создать только фундамент) и иезуит Джованни Мария Бернардони. После смерти Бернардони в октябре 1605 года роскошный проект западного фасада создал именно Джованни Баттиста Тревано.
С 1613 года стал королевским архитектором. Участвовал в перестройках Королевского дворца в городе Лодзь, в огромной перестройке Королевского замка в Варшаве (в команде архитекторов).
Среди светских сооружений архитектора — Краузовская Каменица, готическую архитектуру которой он перестроил в новой стилистике (ныне — Музей истории Кракова).
Не сохранены сведения о перестройке Дворца Епископов, город Кельце, но традиция связывает работы во дворце с творчеством Джованни Баттиста Тревано.

## Избранные произведения
- Дворец Епископов, город Кельце

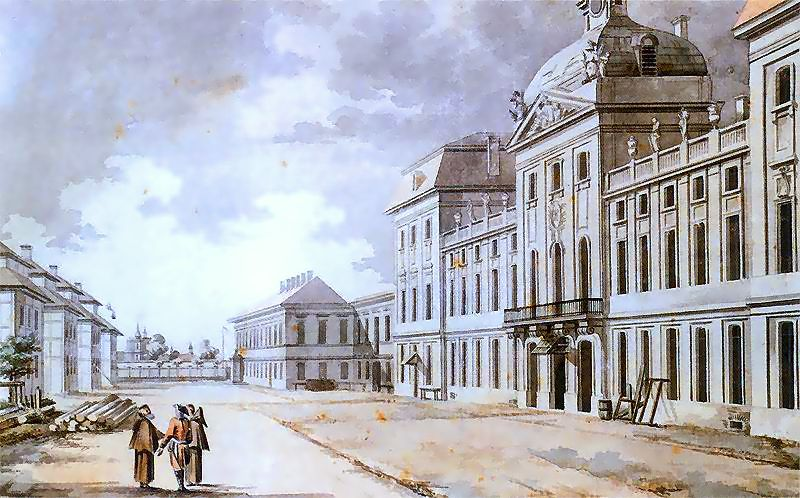
Казимировский дворец в XVIII веке, Кадетский корпус до значительных перестроек, Варшава

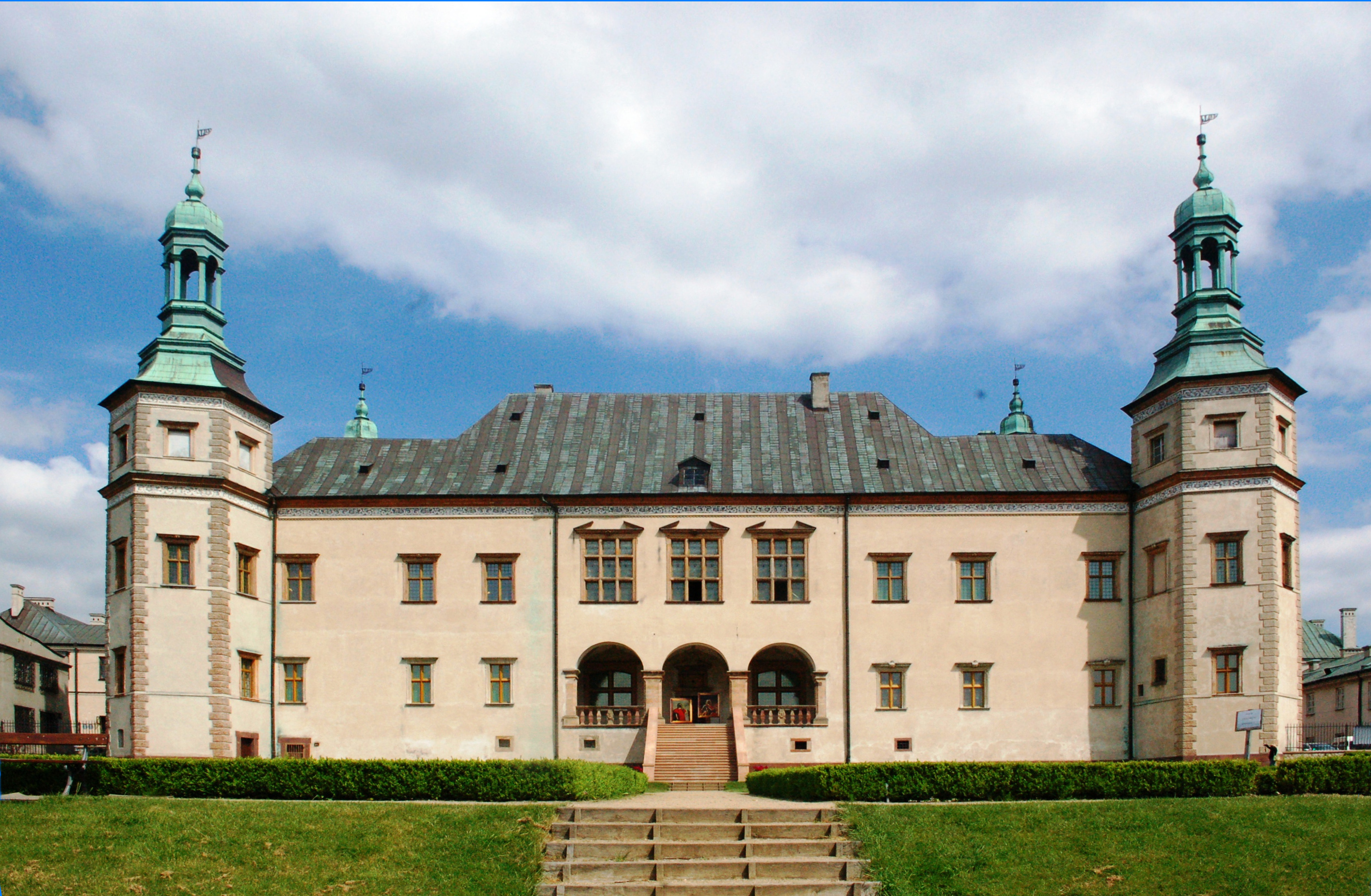
Дворец Епископов, парковый фасад.

- Королевская (Сенаторская) лестница замка Вавель, мрамор, 1595 год
- Королевский дворец, Лодзь, перестройки.
- Королевский дворец в Варшаве, (в команде архитекторов)
- Казимировский дворец, Варшава (перестроен в стиле классицизм)
- Костёл св. Петра и Павла, Краков, 1597—1619 годы (проект западного фасада)
- Дом Краузе (Kamienica Krauzowska, ныне — Музей истории Кракова), перестройка 1611 года.
- Часовня в соборе Св. Вацлава, 1626—1629, Вавель
- Костёл св. Марцина, 1638—1644, Краков
- Синагога Исаака, 1638—1644, Краков